# NGC 4198
NGC 4198 is een spiraalvormig sterrenstelsel in het sterrenbeeld Grote Beer. Het hemelobject werd op 14 april 1789 ontdekt door de Duits-Britse astronoom William Herschel.

## Synoniemen
- IC 778
- UGC 7249
- MCG 9-20-123
- ZWG 269.45
- PGC 39090